# Vis (rzeka)
Vis – rzeka we Francji, przepływająca przez tereny departamentów Gard oraz Hérault, o długości 57,8 km. Stanowi prawy dopływ rzeki Hérault. 

## Geografia
Vis ma długość 57,8 km. Jej źródło znajduje się na terenie Parku Narodowego Sewennów, niedaleko przełęczy Col de l'Homme-Mort w departamencie Gard. Uchodzi do rzeki Hérault w Cazilhac.
Przepływa przez: Arrigas (źródło), Alzon, Campestre-et-Luc, Blandas, Vissec, Saint-Maurice-Navacelles, Rogues, Gorniès, Saint-Laurent-le-Minier, Saint-Julien-de-la-Nef, Cazilhac (ujście).

## Główne dopływy
- Ruisseau de Valcroze – prawy dopływ o długości 4,3 km
- Ruisseau d'Airoles – lewy dopływ o długości 4,6 km
- Virenque – prawy dopływ o długości 24,6 km
- Ruisseau de Calavon – lewy dopływ o długości 3,9 km
- Ruisseau de Gasson – lewy dopływ o długości 4 km
- Crenze – lewy dopływ o długości 5,4 km
- Ruisseau de Maudesse – lewy dopływ o długości 3,6 km

## Ochrona przyrody
Na powierzchni 5590 ha utworzono obszar Natura 2000 Wąwozy Vis i Virenque, który został zaproponowany w ramach obszaru mającego znaczenie dla Wspólnoty (dyrektywa siedliskowa) w grudniu 1998 roku.
Obecne są tu ryby z gatunków: brzana południowa (barbus meridionalis), jelec nadkamiennik (leuciscus souffia) czy głowacz białopłetwy (cottus gobio).
Występują tu takie bezkręgowce jak: oxygastra curtisii, macromia splendens, przeplatka aurinia (euphydryas aurinia), krasopani hera (euplagia quadripunctaria), kozioróg dębosz (cerambyx cerdo), barczatka kataks (eriogaster catax), jelonek rogacz (lucanus cervus), nadobnica alpejska (rosalia alpina), piękniś sułtanek (charaxes jesius) czy rohatyniec nosorożec (oryctes nasicornis).
Żyją tu ssaki reprezentujące takie gatunki jak: mopek zachodni (barbastella barbastellus), podkowiec duży (rhinolophus ferrumequinum), podkowiec mały (rhinolophus hipposideros), podkowiec śródziemnomorski (rhinolophus euryale), podkasaniec wąskoskrzydły (miniopterus schreibersi), nocek ostrouchy (myotis blythii), nocek orzęsiony (myotis emarginatus), nocek długopalcy (myotis capaccinii) czy wydra (lutra lutra).

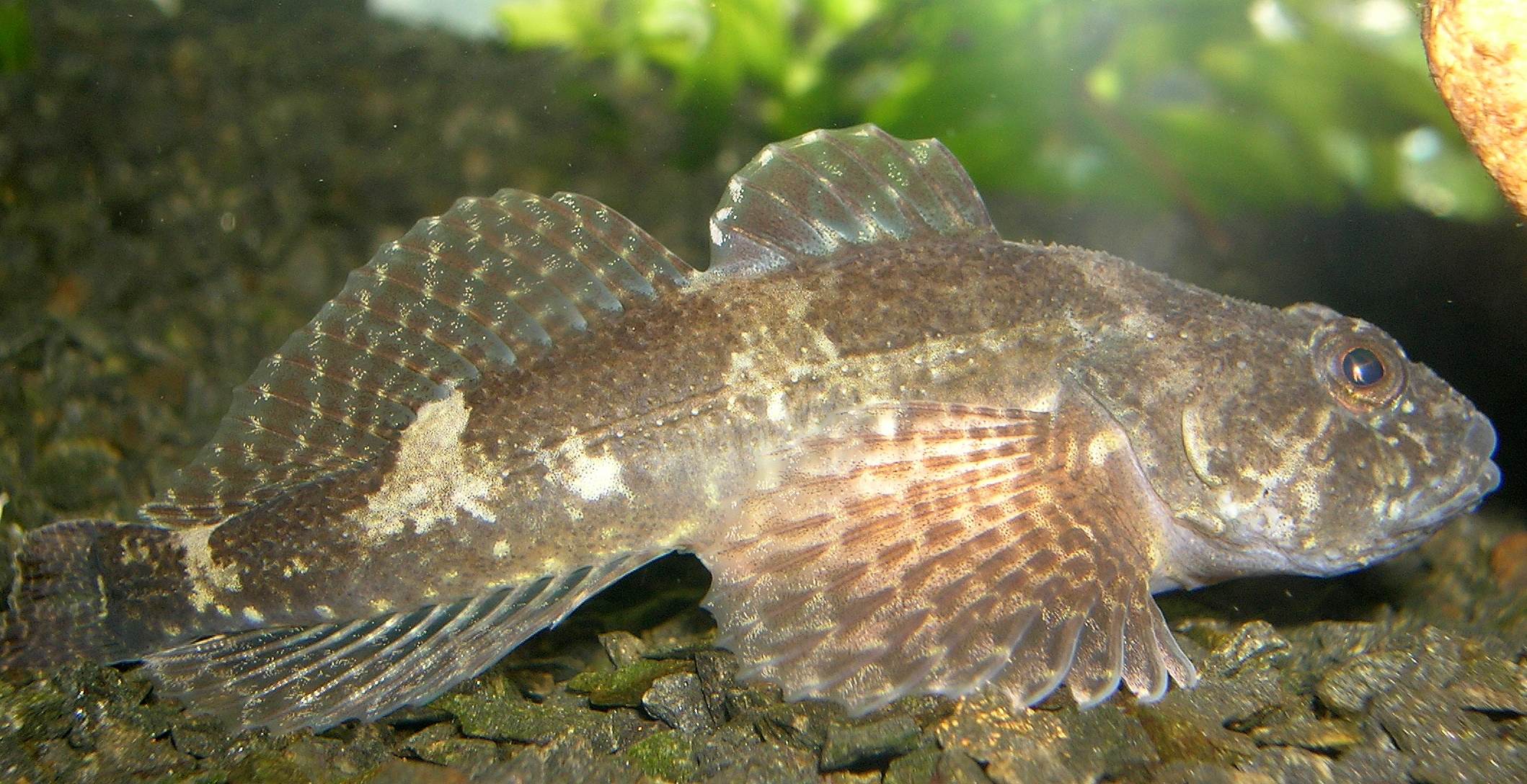
głowacz białopłetwy
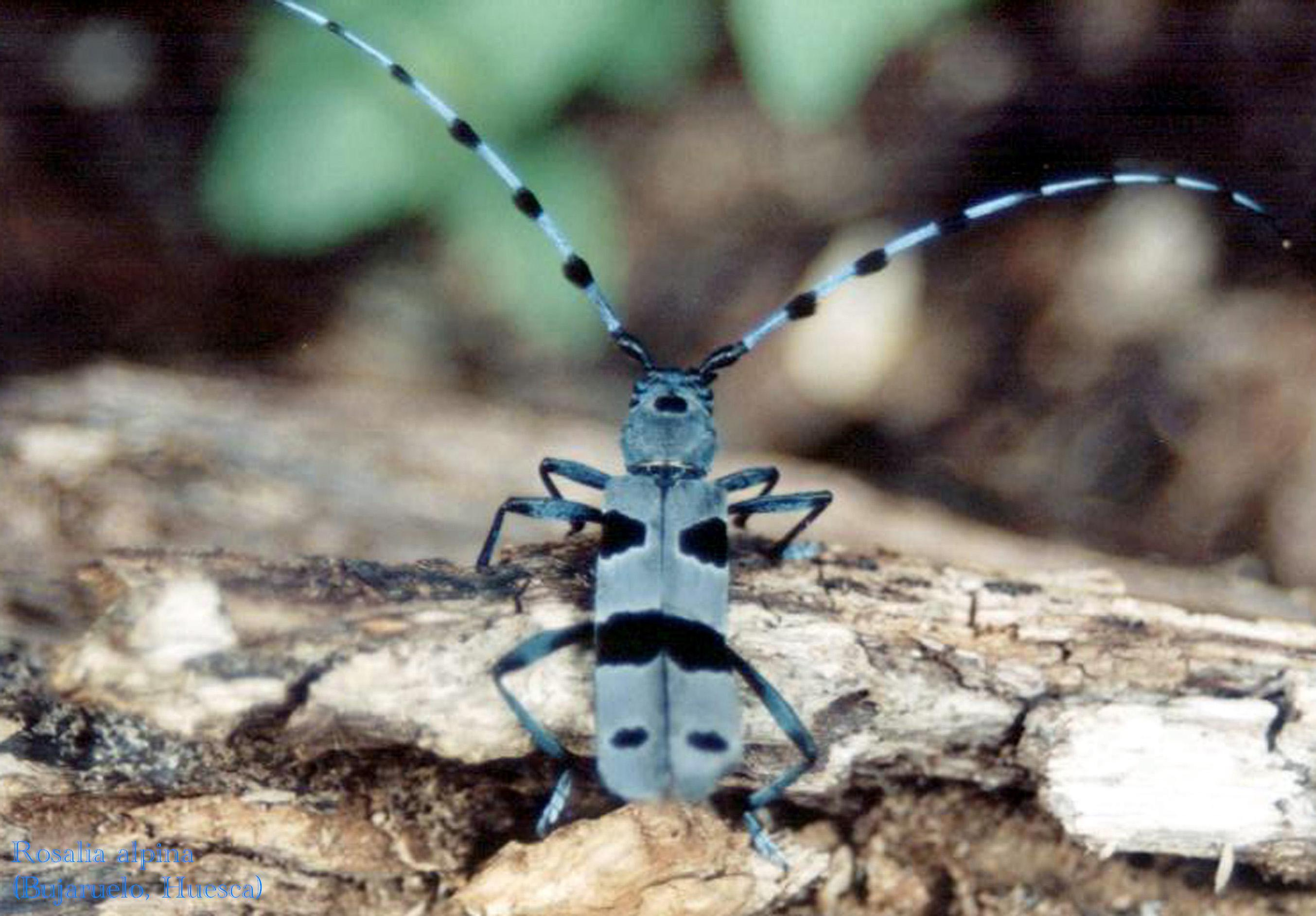
nadobnica alpejska
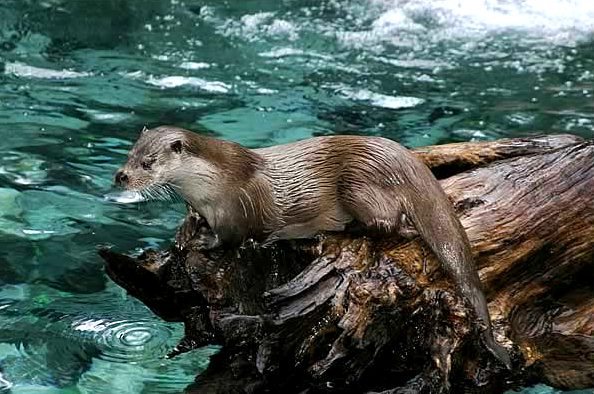
wydra

Na powierzchni 20 321 ha utworzono obszar Natura 2000 Wąwozy Vis i Cirque de Navacelles, który powstał w kwietniu 2006 roku w ramach obszaru specjalnej ochrony ptaków.
Obecne są tu ptaki z następujących gatunków: orzeł przedni (aquila chrysaetos), lerka (lullula arborea), ortolan (emberiza hortulana), błotniak łąkowy (circus pygargus), błotniak zbożowy (circus cyaneus), gadożer zwyczajny (circaetus gallicus), wrończyk (pyrrhocorax pyrrhocorax), lelek zwyczajny (caprimulgus europaeus), sokół wędrowny (falco peregrinus), pokrzewka kasztanowata (sylvia undata), puchacz zwyczajny (bubo bubo), zimorodek zwyczajny (alcedo atthis), kulon (burhinus oedicnemus), dzięcioł czarny (dryocopus martius), gąsiorek (lanius collurio), świergotek polny (anthus campestris), sęp płowy (gyps fulvus), sęp kasztanowaty (aegypius monachus) czy pluszcz zwyczajny (cinclus cinclus). 

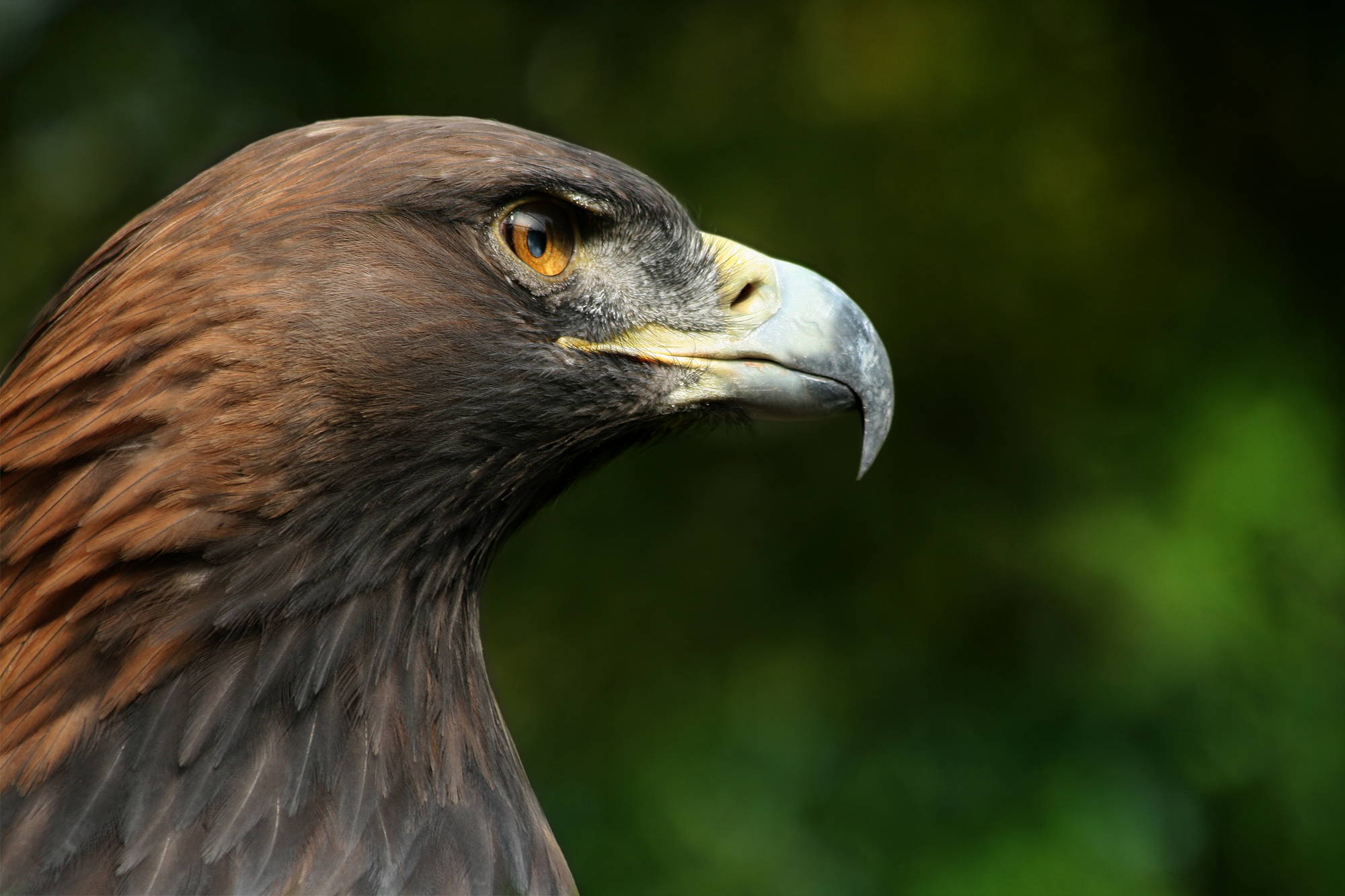
orzeł przedni
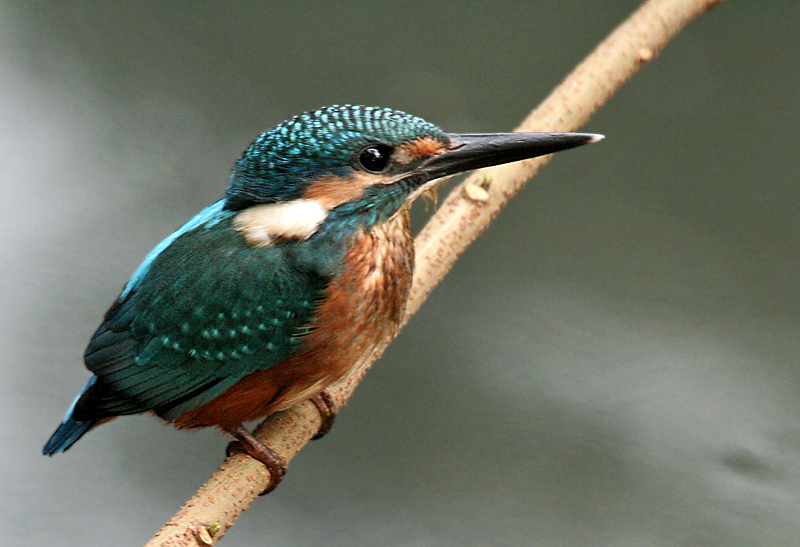
zimorodek zwyczajny
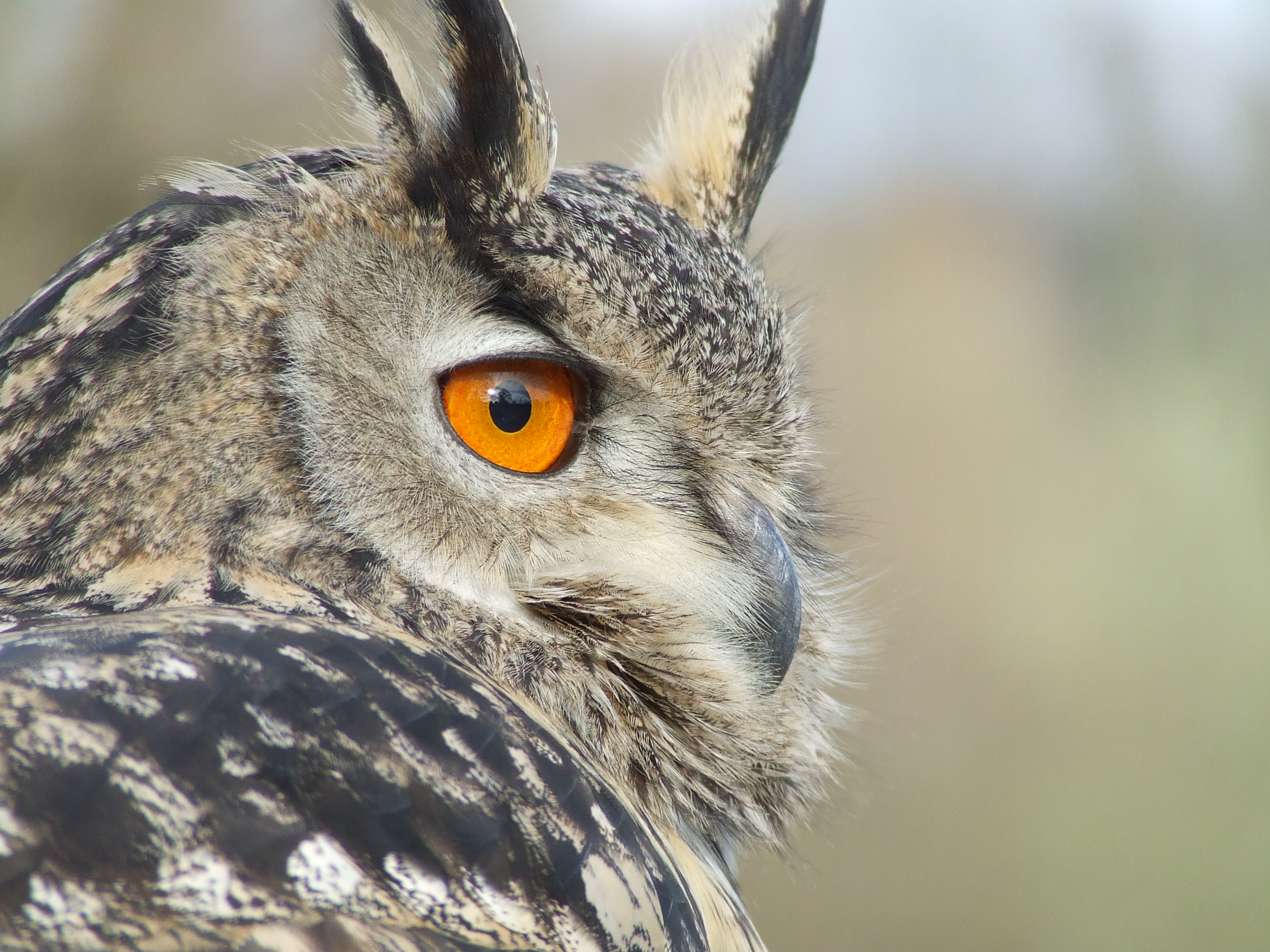
puchacz zwyczajny
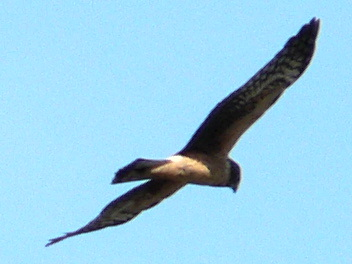
błotniak zbożowy